# کریمونا، آلبرتا
کریمونا، آلبرتا (به انگلیسی: Cremona, Alberta) یک منطقهٔ مسکونی در کانادا است که در آلبرتا واقع شده‌است. کریمونا ۴۴۴ نفر جمعیت دارد و ۱٬۱۷۵ متر بالاتر از سطح دریا واقع شده‌است.